# Жак Вебер
Жак Вебер (фр. Jacques Weber; нар. 23 серпня 1949, Париж, Франція) — французький актор театру, кіно та телебачення, режисер, сценарист.

## Біографія

### Ранні роки
Жак Вебер народився 1949 року в сім'ї акторів швейцарського походження відомого французького театру «Комеді Франсез» і з дитинства цікавився театром, особливо класичними постановками. Навчався у Вищій національній школі театрального мистецтва в Парижі. У 1966 році в 16-річному віці вступив до Вищої національної консерваторії драматичного мистецтва до класу Робера Мануеля, закінчивши її з відзнакою через три роки. Отримавши запрошення в «Комеді Франсез», Жак Вебер приєднався до акторського складу театру під керівництвом Робера Оссейна в Реймсі. Потім почалася його кар'єра театрального актора та режисера.

### Театр
За кілька десятиліть на сценах різних театрів Франції Жак Вебер грав головні ролі в п'єсах Расіна, Мольєра, Бомарше, Ростана, Лабіша, Шекспіра, Гібсона, Сартра, Жироду, Брехта та інших драматургів. Однією з найкращих театральних ролей Жака Вебера стала роль Сірано у п'єсі Едмона Ростана «Сірано де Бержерак», яку артист грав протягом багатьох сезонів понад 200 разів у театрі «Могадор», а також в інших театрах Франції. Крім того, грав у виставі за романом «Злочин і кара» Достоєвського, у п'єсі «На дні» Горького. Як режисер поставив вистави «Мізантроп», «Тартюф», «Вироби Скапена» Мольєра, «Федра» Расіна, вистави за творами Дідро, Цвейга, Флобера, Дюма, Скола, Сартра, Булгакова тощо.
З 1979 по 1985 роки Жак Вебер очолював Національний драматичний центр Ліона (8-й театр), а потім з 1986 по 2001 роки — театр у Ніцці, Національний драматичний центр Ніцца-Лазурний берег. Грав у Ніцці головні ролі у класичному репертуарі, у тому числі Сірано, протягом кількох сезонів. Як режисер поставив виставу «Монте-Крісто» за романом Дюма, виконавши у ньому головну роль: 1987 року в театрі Ніцци й у 1988 році — у Великому залі Гранд-аль у парку Ла-Віллет у Парижі.

### Кіно та телебачення
З 1970 року Жак Вебер періодично знімається в кіно та на телебаченні як у головних ролях, так і в ролях другого плану та епізодах. Дебютував у кіно в 1970 році в кінофільмі «Рафаель-розпусник» режисера Мішеля Девіля. Першою помітною роботою артиста в кіно стала роль уругвайського активіста Уго в гостросюжетній політичній драмі режисера Коста-Гавраса «Облоговий стан» у 1972 році. Брав участь у фільмах великих режисерів, у тому числі у фільмі режисера Франсуа Летер'є «Закритий показ» у 1973 році. У трилері «Жорстоке задоволення» він — письменник, спокушений красунею, героїнею Клод Жад. Він дізнається про свою вбивчу таємницю зі своїми спільниками. У трьох чвертях фільму Жак Вебер грав абсолютно голим, з чудовою мужністю. Тому він став чоловічим секс-символом. У 1984 році зіграв роль художника у фільмі режисера Жослін Сааб «Зупинене життя» та роль юриста у фільмі режисера Філіпа Лабро «Берег правий, берег лівий».
Жак Вебер знімався на телебаченні у телефільмах та телесеріалах, у тому числі в екранізаціях класики. 1970 року режисер Марсель Кревенн запросив актора для участі в телефільмі «Тартюф». У 1972 році артист зіграв головну роль у телевізійному фільмі «Мопра» за однойменним романом Жорж Санд. У 1979 році Жак Вебер зіграв головну роль у міні-серіалі «Граф Монте-Крісто» режисера Дені де Ла Пательєра за однойменним романом Александра Дюма-батька. У 1983 році артист зіграв головну роль у міні-серіалі «Милий друг» режисера П'єра Кардиналя за однойменним романом Гі де Мопассана. 2001 року зіграв роль у телефільмі «Дело Кергален». 2008 року зіграв роль графа Альмавіви у телефільмі «Фігаро».
У 1998 році Жак Вебер виступив як режисер, сценарист і виконавець головної ролі фільму «Дон Жуан» за п'єсою Мольєра. У 1990 році помітною роботою актора стала роль графа де Гіша у фільмі «Сірано де Бержерак», за яку в 1991 році Жак Вебер був удостоєний премії «Сезар» за найкращу чоловічу роль другого плану. У 2002 році як режисер поставив фільм за однойменною п'єсою Гюго «Рюї Блаз», в якому зіграв роль дона Сезара де Базана.
Також Жак Вебер працює ведучим телевізійних програм, включаючи програму «Велика шахівниця», і знімає п'єси для телебачення, у тому числі «Одруження Фігаро».

### Наступні роки
Жак Вебер написав і опублікував дві книги-автобіографії: «Маленькі райські куточки» (2009; «Des petits coins de paradis. Pour mémoire(s)», в якій розповів про своє життя та творчу діяльність, а також про своїх колег та друзів, і книгу «Роль Сірано в моєму житті» (2011; «Cyrano, ma vie dans la sienne»).
З 2011 року Жак Вебер офіційно підтримує Раоні Метуктіре — вождя одного з індіанських племен на території Бразилії — у громадському русі за збереження навколишнього середовища проти будівництва греблі ГЕС Белу-Монті.

### Родина
З 1970 року одружений з Крістіною Вебер, мають трьох дітей: дочка Кім, сини Стенлі і Томмі (режисер-початківець).

## Вибрана фільмографія

### Актор
1. 1970 — Ланселот Озерний (телебачення) / Lancelot du lac
2. 1970 — Тартюф (телебачення) / Tartuffe
3. 1970 — Рафаель-розпусник / Raphaël ou le débauché — епізод
4. 1972 — Мопрá (телебачення) / Mauprat — Бернар де Мопрá (головна роль)
5. 1972 — Фостін і прекрасне літо / Faustine et le bel été — Гарун
6. 1973 — Осадовий стан / État de siège — Хьюго
7. 1973 — Нічого не сталося / R.A.S. — Ален Карпантьє
8. 1973 — Хільда Мурамер / Hilda Muramer — Фредерік у молодості
9. 1973 — Закритий показ / Projection privée — Філіп / комедіант (епізод)
10. 1974 — Алоїза / Aloïse
11. 1974 — Жінка в червоних чоботях / La Femme aux bottes rouges
12. 1974 — Фатальна жінка / Une femme fatale — Філіпп
13. 1975 — Жорстоке задоволення / Le malin plaisir — Марк Ланселот
14. 1975 — Барон / I baroni — Карло
15. 1977 — Любов піску / Un amour de sable — П'єр
16. 1979 — Граф Монте-Крісто (телебачення, міні-серіал) / Le comte de Monte-Cristo — Едмон Дантес, граф Монте-Крісто (головна роль)
17. 1979 — Підліток / L'adolescente — Жан
18. 1981 — Одруження Фігаро (телебачення) / Le mariage de Figaro — Бартоло
19. 1983 — Милий друг (ТВ, міні-серіал) / Bel-Ami — Жорж Дюруа на прізвисько «милий друг» (головна роль)
20. 1984 — Зупинене життя / Une vie suspendue — художник
21. 1984 — Берег правий, берег лівий / Rive droite, rive gauche — юрист
22. 1986 — Чоловік і жінка через 20 років / Un homme et une femme, 20 ans déjà — епізод
23. 1988 — Бачення шабашу / La Visione del Sabba
24. 1988 — Злочин Антуана / Le Crime d'Antoine — Жюльєн
25. 1990 — Сірано де Бержерак / Cyrano de Bergerac — граф де Гіш (премія «Сезар» у номінації «За кращу чоловічу роль другого плану» у 1991 році)
26. 1990 — Ласенер / Lacenaire — Ласенер
27. 1993 — Антуан Рів, суддя тероризму (ТВ, міні-серіал) / Antoine Rives, juge du terrorisme — суддя Антуан Рів (головна роль)
28. 1994 — Мізантроп (телебачення) / Le misanthrope
29. 1994 — Легенди Півночі (ТВ, міні-серіал) / Aventures dans le Grand Nord — П'єр
30. 1995 — Маленький хлопчик / Le petit garçon — тато
31. 1996 — Жінка в лісі / La femme de la forêt — Лукас (головна роль)
32. 1996 — Бомарше / Beaumarchais, l'insolent — герцог
33. 1998 — Дон Жуан / Don Juan — Дон Жуан (головна роль)
34. 2000 — Береніка / Bérénice — Антиох
35. 2001 — Справа Кергален (телебачення) / L'affaire Kergalen — Жан Лагуєнєк
36. 2002 — Рюї Блаз / Ruy Blas — дон Сезар де Базан
37. 2003 — Одружені сім років / 7 ans de mariage — Клод (головна роль)
38. 2006 — Аристократи / Les aristos — граф Шарль Валеран (головна роль)
39. 2006 — Одетта Тулемонд / Odette Toulemonde — Олаф Пімс
40. 2006 — Честолюбці / Les ambitieux — Сент-Клер
41. 2007 — Спис Долі (ТВ, міні-серіал) / La Lance de la destinée — Жак Беранже
42. 2008 — Спадкоємці (телебачення) / Les héritières — Оттавіо Делла Рокка
43. 2008 — Фігаро (телебачення) / Figaro — граф Альмавіва
44. 2009 — Бал актрис / Le bal des actrices — Жак
45. 2009 — Fais-moi plaisir! / Зроби мене щасливим! — Батько Елізабет
46. 2009 — Folie douce / Приємне безумство — Клод Монсо
47. 2010 — Ensemble, c'est trop / Разом — це занадто — Роже
48. 2012 — Джунглі кличуть! У пошуках Марсупіламі / Sur la piste du Marsupilami — тато Дан
49. 2012 — З поверненням / Bienvenue parmi nous — Макс
50. 2012 — Погана дівчина / Mauvaise fille — професор Лекок
51. 2013 — (Не)очікуваний принц / Un prince (presque) charmant — Шарль Лавантен

### Режисер
1. 1998 — Дон Жуан / Don Juan
2. 2002 — Рюї Блаз / Ruy Blas
3. 2008 — Фігаро (телебачення) / Figaro

### Сценарист
1. 1998 — Дон Жуан / Don Juan

## Нагороди і премії
- Кавалер Національного Ордену «За заслуги»
- 1991 — Премія «Сезар» за найкращу чоловічу роль другого плану (16-а церемонія вручення, за роль у фільмі «Сірано де Бержерак» (1990))
- 1992 — Кавалер Ордену Мистецтв та літератури
- 1996 — Кавалер ордена Почесного легіону
- 2008 — Офіцер ордена Почесного легіону